# Massacre de Nong Bua Lamphu
O massacre de Nong Bua Lamphu ocorreu em 6 de outubro de 2022, quando um atirador matou pelo menos 36 pessoas na província de Nong Bua Lamphu, na Tailândia, em um tiroteio em massa. O ataque ocorreu principalmente em uma creche localizada no subdistrito de Uthai Sawan do distrito de Na Klang. Foi o tiroteio em massa mais mortal na Tailândia desde o tiroteio de Nakhon Ratchasima em 2020.

## Tiroteio
O tiroteio ocorreu às 12h50, hora local, em uma creche, logo após a hora do almoço. Armado com uma pistola 9mm e uma faca, o atirador atacou quatro ou cinco funcionários. Entre eles estava uma professora grávida de oito meses. Ele então entrou em um quarto onde as crianças dormiam e as atacou com a faca. Testemunhas próximas confundiram o barulho do ataque com "fogos de artifício". Pelo menos 36 pessoas foram mortas, incluindo pelo menos 23 crianças, sendo que a vítima mais jovem tinha dois anos de idade. Outras 12 pessoas ficaram feridas. Havia 30 crianças na creche no momento do ataque. Dezenove meninos e três meninas foram descobertos no berçário, enquanto os corpos de uma criança e um adulto foram encontrados em um prédio do governo próximo.
Depois, o autor fugiu do local em uma caminhonete Toyota Hilux Vigo branca. Segundo a polícia, ele voltou para casa, onde atirou fatalmente em sua esposa e filhos antes de se matar. Um oficial da polícia disse que, ao sair da instalação, o assaltante atirou e bateu seu veículo em transeuntes, ferindo dois. Três adultos morreram a caminho de um hospital.

## Autor
O autor do crime foi identificado pela polícia como Panya Khamrab, de 34 anos. Khamrab era residente da província de Nong Bua Lamphu e ex-sargento da polícia no distrito de Na Wang. Ele era um viciado em drogas cujo vício começou durante seus anos de ensino médio. Ele foi demitido de suas funções policiais em 2021 após um processo judicial. Em janeiro de 2022, ele foi preso por posse de metanfetamina. No início do dia, Khamrab compareceu a uma sessão do tribunal sobre seus delitos de drogas.

## Consequências
O tenente-general da polícia Kitti Praphat chegou à província de Nong Bua Lamphu para iniciar uma caça ao homem. A polícia aconselhou as pessoas que vivem na área do ataque a serem cautelosas, pois o paradeiro do autor era desconhecido. O primeiro-ministro da Tailândia, Prayut Chan-o-cha, ordenou que as agências relevantes ajudem os feridos e abram uma investigação sobre o evento.
O Hospital Nong Bua Lamphu disse que havia uma necessidade urgente de sangue, e uma campanha de doação de sangue foi realizada no hospital. O primeiro-ministro Chan-o-cha e o ministro da Defesa do país chegarão a Nong Bua Lamphu no dia 7 de outubro para visitar sobreviventes e famílias das vítimas.

### Reações
O primeiro-ministro Chan-o-cha expressou suas condolências e descreveu o incidente como "chocante". Ele foi citado dizendo; "Sinto profunda tristeza pelas vítimas e seus familiares". O UNICEF condenou o tiroteio, acrescentando que “os centros de desenvolvimento da primeira infância, escolas e todos os espaços de aprendizagem devem ser refúgios seguros para as crianças aprenderem, brincarem e crescerem durante seus anos mais críticos”. A organização também pediu à mídia e ao público que evitem compartilhar imagens do incidente. Vários líderes mundiais, incluindo a primeira-ministra britânica Liz Truss e o primeiro-ministro australiano Anthony Albanese foram ao Twitter para expressar suas condolências.